# Vincent J. Dellay
Vincent John Dellay (23 de junio de 1907, Union City, Nueva Jersey - 16 de abril de 1999, Hasbrouck Heights, Nueva Jersey) fue un banquero estadounidense, veterano de la Segunda Guerra Mundial y político que representó al distrito 14 del Congreso de Nueva Jersey en la Cámara de Representantes de los Estados Unidos durante un período de 1957 a 1959.
Elegido originalmente como republicano, Dellay anunció en 1957 que apoyaría al candidato demócrata Robert B. Meyner para gobernador de Nueva Jersey y que se uniría a los demócratas en el Congreso. 

## Primeros años y carrera
Dellay nació de padres inmigrantes italianos en lo que hoy es Union City, Nueva Jersey, el 23 de junio de 1907. Residió durante mucho tiempo en West New York, Nueva Jersey .   Dellay estudió en West New York High School, New York Evening High School y en el American Institute of Banking. Ascendió de mensajero a contable en Irving Trust, Nueva York, de 1923 a 1929; fue contralor adjunto en Sterling National Bank & Trust Co., Nueva York, de 1929 a 1936; y auditor en el Departamento del Tesoro de Nueva Jersey de 1936 a 1956.

### Segunda Guerra Mundial
Durante la Segunda Guerra Mundial, Dellay sirvió en la Marina de los Estados Unidos de 1944 a 1945 y en la Guardia Nacional de Nueva Jersey de 1949 a 1960.

## Congreso
Dellay fue un candidato fracasado en las elecciones al 84.º Congreso en 1954. Fue elegido como republicano para el 85.º Congreso, cargo que ocupó desde el 3 de enero de 1957 hasta el 3 de enero de 1959.
Dellay votó a favor de la Ley de Derechos Civiles de 1957.

### Cambio de partido
Decidió cambiar su afiliación política de republicana a demócrata durante el 85º Congreso. Fue candidato sin éxito a la nominación como independiente al 86.º Congreso.

## Muerte
Fue auditor de campo del Departamento del Tesoro de Nueva Jersey hasta su jubilación en 1971.
Dellay, residente de Hasbrouck Heights, Nueva Jersey, murió a la edad de 91 años el 16 de abril de 1999 en el Centro Médico de la Universidad de Hackensack. Fue enterrado en el Cementerio Nacional de Arlington en Arlington, Virginia.